# ديفيد برينتون
ديفيد برينتون (بالإنجليزية: David Brinton)‏ هو دراج على المضمار أمريكي، ولد في 17 يناير 1967 في كوفينا في الولايات المتحدة.

## وصلات خارجية
- ديفيد برينتون على موقع إحصائيات الدراجات الإحترافية (الإنجليزية)
- ديفيد برينتون على موقع اللجنة الأولمبية الدولية (الإنجليزية)
- ديفيد برينتون على موقع أوليمبيديا (الإنجليزية)